# Coletividade territorial única

Comunidades territoriais únicas

Na França, uma coletividade territorial única (CTU) é uma forma de coletividade territorial com um estatuto especial dentro da qual uma única assembleia exerce no seu território todos os poderes atribuídos à região e ao departamento.
Este método de administração aplica-se a Maiote (desde 2011), Guiana Francesa e Martinica (desde as eleições regionais francesas de 2015), bem como à Córsega (desde 1 de janeiro de 2018).